# Princess Julia
Princess Julia, née Julia Fodor, le 8 avril 1960, est une disc jockey et une auteure de musique anglaise qui a également été qualifiée de « première dame de la scène de la mode londonienne ».

## Biographie
Princess Julia s'est fait remarquer au début des années 1980 en tant que membre de l'éphémère groupe des Blitz Kids (en) avec des artistes comme Boy George. Elle connaît un léger succès et une certaine renommée dans les clubs après son apparition dans la vidéo de Fade to Grey, le tube britannique du groupe Visage de Steve Strange,.
Après un passage en tant que mannequin, au début et au milieu des années 1980, à Londres et à Tokyo, elle commence à bâtir une carrière réussie en tant que DJ de club. Elle est DJ résidente des soirées du club Kinky Gerlinky (en).
En 2005, la pop star Kylie Minogue et son styliste William Baker (en) la choisissent pour faire partie du clip de la tournée mondiale à succès de Kylie Showgirl-The Greatest Hits. Julia recréé son apparence vidéo du groupe Visage spécialement pour le spectacle de Kylie : « Une section club présente des graphismes inspirés du magazine i-D, un film spécial de la légende du club, Princess Julia, inspiré de la vidéo de Visage pour Fade to Grey, et des vêtements inspirés des t-shirts à slogan iconiques de Katharine Hamnett des années 80 ».
Après le retour de maladie de Kylie Minogue, en 2006, la même séquence vidéo est utilisée lors de la deuxième tournée Showgirl de Kylie Minogue, en 2006/2007. L'amitié entre Julia et Kylie se poursuit en 2007, puisque les deux femmes sont vues faisant la fête ensemble au Boombox, un club londonien à la mode, comme le rapporte Kylie.com : « Kylie a joué le rôle de DJ avec ses amis William Baker et Princess Julia le dimanche soir au Boombox, un club bien établi qui fait l'objet d'un culte ».
En 2006, d'autres collaborations musicales ont lieu, notamment avec l'ex-chanteuse de Shakespears Sister-Bananarama, Siobhan Fahey, sur deux chansons, Bad Blood et Pulsatron, que Princess Julia remixe, ainsi qu'avec le tube underground de No Bra (en), Munchausen, et le single de Readers Wifes [sic], Nostalgia. Elle collabore également avec des groupes de danse tels que Punx Souncheck, Larry Tee (en), Kinky Roland et Riton.
Elle co-publie le journal/fanzine musical The P.i.X et contribue régulièrement au site web de mode KCTV.co.uk tout en étant rédactrice musicale pour le magazine i-D. Elle écrit une chronique hebdomadaire, Revoltage and Reportage, pour la publication culte QX, passant en revue des clubs et écrivant des interviews sur des groupes et divers projets musicaux.
Elle continue à être DJ, à écrire et à chanter en spoken word pour le groupe d'improvisation Oral Oral.
Elle est représentée dans le deuxième épisode de la série télévisée Ashes to Ashes, interprétant Fade to Grey avec Visage au Blitz. Cinq années de sa vie sont documentées dans le livre What Would Julia Do, compilé par la photographe Rebecca Thomas, qui présente Princess Julia et ses interactions avec des créateurs tels que Jonathan Saunders, Louise Grey et James Long.
Elle est influente sur la scène londonienne de la mode, de la musique et de l'art,.